# Ameghinoa
Ameghinoa Speg. é um género botânico pertencente à família Asteraceae.

## Espécies
Apresenta uma única espécie:
- Ameghinoa patagonica Speg.